# Ajn Husajn Szamali
Ajn Husajn Szamali (arab. عين حسين شمالي) – miejscowość w Syrii, w muhafazie Hims. W 2004 roku liczyła 1721 mieszkańców.